# Ella (album Ella Fitzgerald)
Ella è il trentanovesimo album della cantante jazz Ella Fitzgerald, pubblicato dalla Reprise Records nel 1969.
È il primo album della cantante pubblicato dalla Reprise Records.

## Tracce
Lato A
1. Get Ready (Smokey Robinson) – 2:34
2. The Hunter Gets Captured by the Game (Robinson) – 3:01
3. Yellow Man (Randy Newman) – 2:20
4. I'll Never Fall in Love Again (Burt Bacharach, Hal David) – 2:51
5. Got to Get You into My Life (John Lennon, Paul McCartney) – 3:06

Lato B
1. I Wonder Why (Newman) – 3:11
2. Ooo Baby Baby (Warren Moore, Robinson) – 2:43
3. Savoy Truffle (George Harrison) – 2:47
4. Open Your Window (Harry Nilsson) – 2:51
5. Knock on Wood (Steve Cropper, Eddie Floyd) – 3:38